# 市场经济
市场经济（英語：Market economy），亦稱资本主义经济或者自由企業經濟，是人類自然產生的規則秩序。其特色是私人擁有資本財產（生產工具），且投資活動是由承擔風險和損失的個人決策左右，而非由國家所控制。藉著僱傭或勞動的手段以生產工具創造利潤。財貨和服务藉由貨幣在自由市場裡流通。投資的決定由私人進行，生产和銷售主要由公司和工商业控制並互相競爭。一般普遍認為市场经济在西方世界的封建制度崩溃之後成為了最主要的經濟模式。

## 自由市場經濟
經濟體的自由度可參考经济自由度指数。

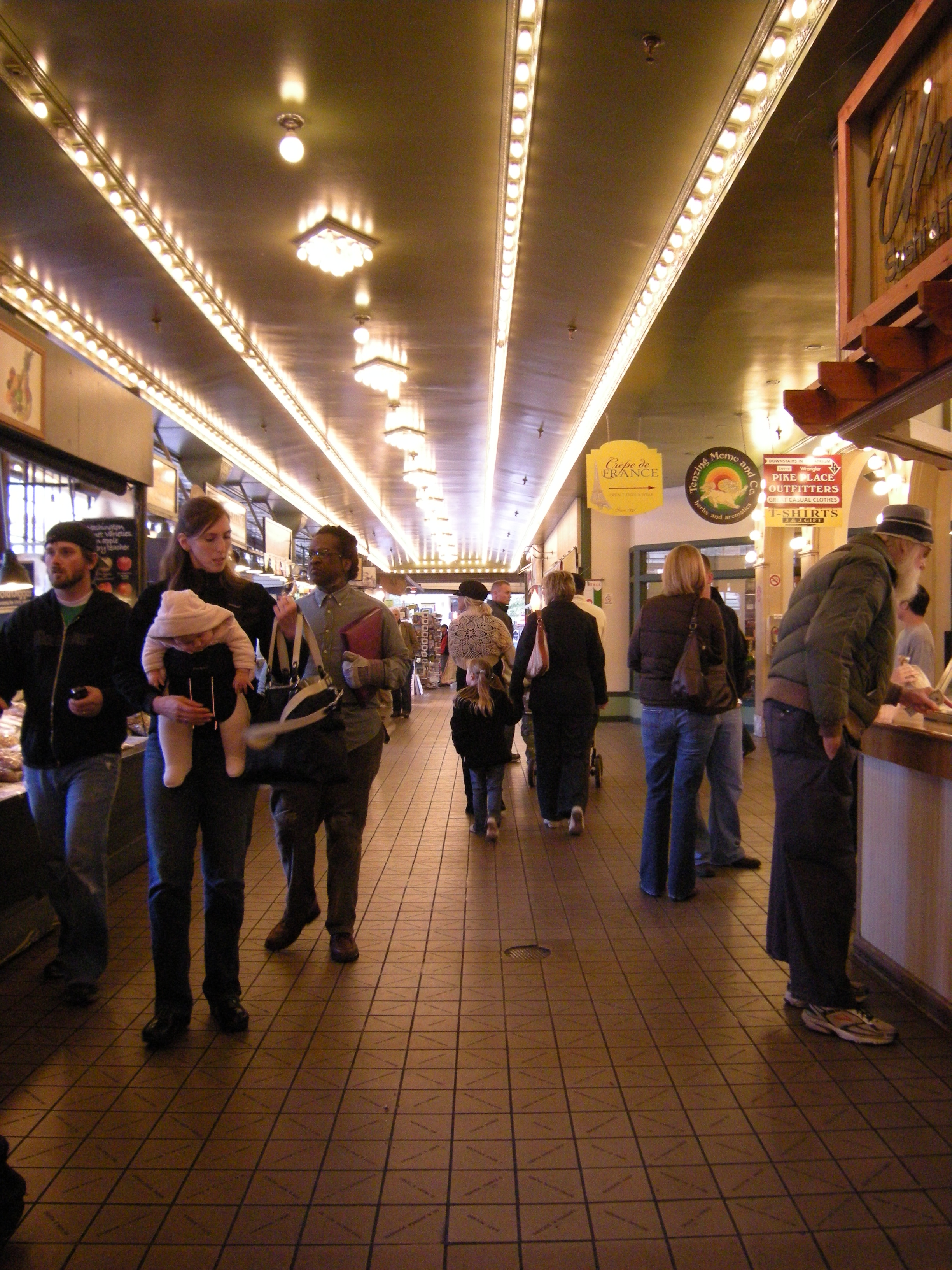
人們在購物中心選擇符合心中價值的商品

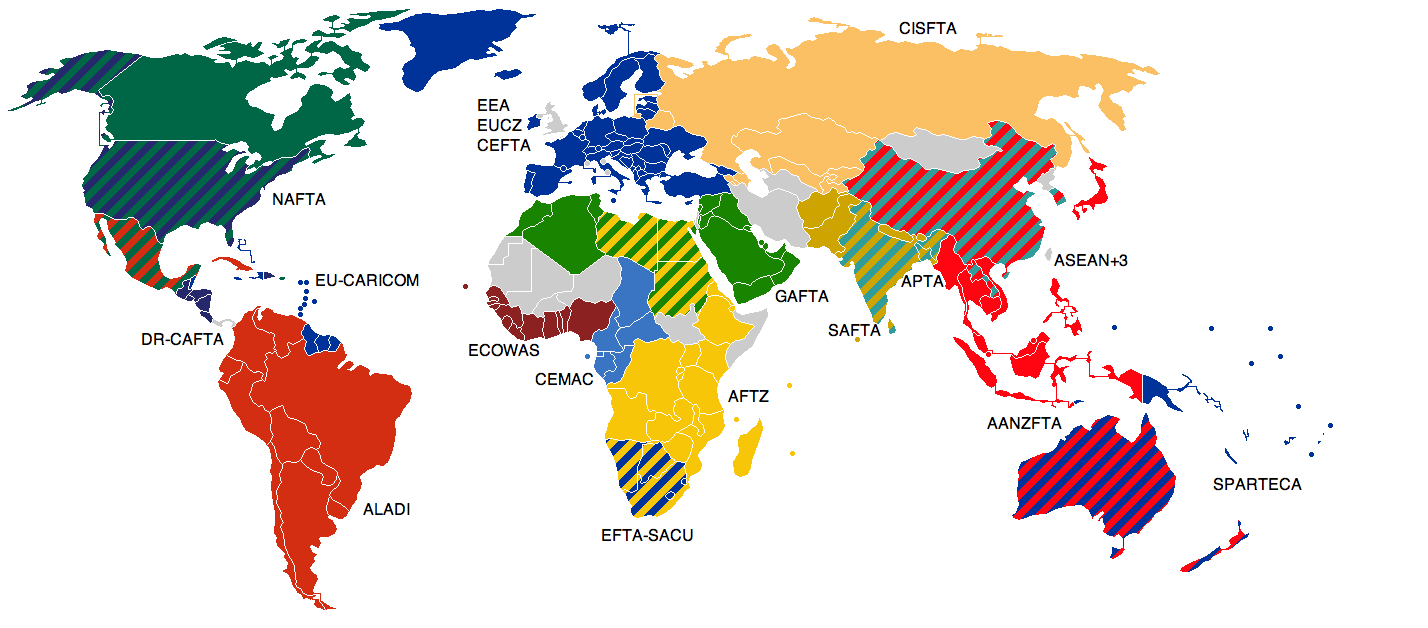
區域自由貿易區

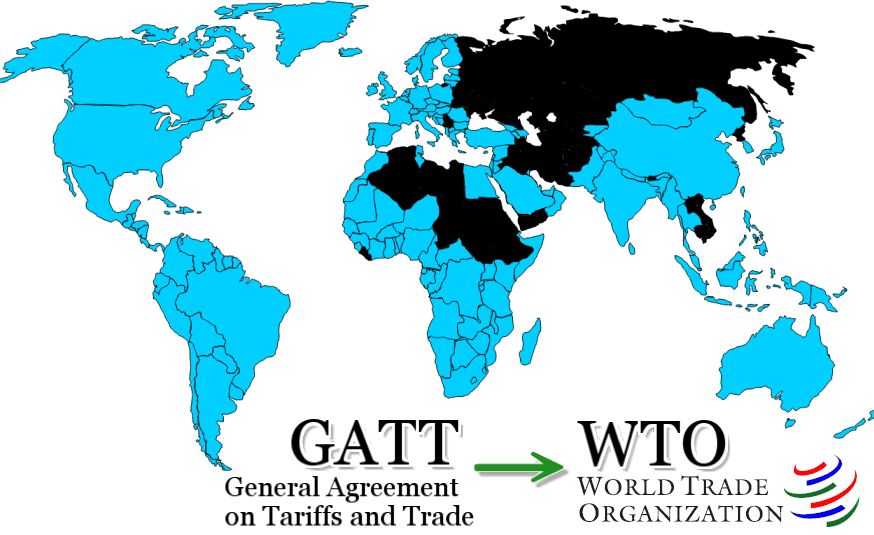
世界貿易組織

有觀點認為完全的自由市場意味着無政府狀態；古典自由主義認爲政府應儘可能少得參與實際市場運作；而現代自由主義認爲政府不應頻繁介入市場，但應該負責保護人權、保護個人財產權、避免壟斷，並保持市場與國家福利的相對穩定。目前，國際上難以找到有國家完全不干涉市場，不同國家對其管轄範圍內的武器交易、性交易、毒品交易、醫療與保險業、兵役等方面有不同程度的參與。
亞當·斯密和米爾頓·佛利民認為政府應該扮演一定的角色—不過必須限制其權力，英國著名自由主義學者大卫·休谟也認為政府的存在是由人民出於自願簽訂的契約所合理化的。大多數支持市場經濟的學者都認為政府應該儘可能的被限制：運作一個司法體制以解決爭議、維持貨幣的穩定（對抗通貨膨脹）、保護市場競爭和消費、並維持一支常備軍以保護國家。大部分學者認為政府支援的道路、學校、郵局、圖書館、警察局、和消防局是必要而且有助於維護市場運作的機構，但一些學者則認為市場能夠自行解決這些外部性問題。
一個經濟體制若要被定義為真正的自由市場，就必須擁有一定的特色，例如勞工、產品、服務、和資本都必須免於政府施加的限制和貿易壁壘，以使它們能夠自由的進出國界。
自由經濟與資本主義不一樣，人只有在自由經濟制度，才能自由發揮自己才能，為自己為社會創造財富，經濟才能現代化，便可連帶促進，「加速政治、社會各方面的現代化」:116。

## 決策
亞當斯密在《國富論》中首先明確指出 ：「屠夫、釀酒者和麵包師傅，並不是因為想到我們的晚餐要吃喝什麼，才去做這些東西；他做這些事時，其實只想到自己的利益。」
這表明當人遵循自私的本性參與市場，並不需要具備高尚的道德，就能使市場中的人受益。
通常市場經濟的決策是根基於消費者對於市場的產品價格的買賣所提供的情報。

## 市場外部性
在市場失靈或外部性的例子中，負面的外部性包括了垄断、公共利益的缺乏、以及社會的不均等如極端貧窮的出現。市場失靈是因為市場無法透過價格機制取得正確和足夠的資訊所造成的。舉例而言，目前市場上並沒有任何管道能夠了解污染對於社會所造成的危害和其代價。一些人認為這些失靈代表政府必須進行有限的干预。
米爾頓·佛利民認為許多的市場失靈能夠藉由情報的公開而解決，而不是透過政府控制的途徑。情報的公開並不代表政府會真的去管制商業的運作，而是代表情報的公開能使市場依據消費者所提供的價格決定採取怎樣的動作。
佛利民也主張污染能夠經由「執照」來解決污染的外部性。藉由允許公眾販賣解決污染的執照，解決污染成為了一種行業，市場便能針對污染的損害提出一個價格。他相信這種政府「管制」能提供資訊更為流動的環境，而不是對市場隱瞞這些資訊。如果人們真的在意空氣污染，那這項情報將能流入市場，公司便能對此作出反應保護環境以賺取利潤。
佛利民相信政府能夠扮演修正市場外部性的角色—只要政府是幫助情報的傳送而不是去掩蓋它。

## 政府干預
政府對於價格施加限制—例如关税、以及對於公司的補貼。米爾頓·佛利民和其他許多個體經濟學家認為這些形式的政府干預將會鼓勵產品的發送，有時候是相當浪費的，這些產品標定的價格可能沒有產品成本來的高，由於這些限制造成的結果，產品將不會以太多的方式生產。
市場經濟與計劃經濟最主要的差異並不在於政府影響程度的大小，而是在於政府的影響力是否會用於強迫性阻礙私人的決定上。打個比方，在市場經濟裡，如果政府需要更多鋼鐵，那政府會收取稅賦並以市場價格買入鋼鐵。而在計劃經濟裡，政府只需要強制性下令生產鋼鐵、並且依據法令設立價格便能取得鋼鐵。結合了中央計畫經濟和市場機制的經濟體制則被稱為混合经济。德國的社会市场经济和中国大陆的社会主义市场经济便是混合經濟的例子之一。
政府在市場經濟上究竟應扮演何種角色依然是爭論的話題。大多數市場經濟的支持者認為政府有著保護和執行基本法規的正當性。更多的爭論聚焦於政府在指引經濟和處理市場不平等上應該扮演多大的角色。舉例而言，贸易保护主义的关税、中央银行的利率、和社會福利計畫一直都是爭論的焦點。
米爾頓·佛利民與其他許多個體經濟學家認為，過多的政府干預和管制將會造成市場情報的傳送被阻撓甚至停止，而使市場無法正常運作，他認為這樣將會造成許多嚴重的政府外部性問題如通貨膨脹、衰退、和蕭條。米爾頓·佛利民認為大萧条其實是由政府製造的外部性所引發的。但今天大部分經濟學家研究表明大蕭條的問題主要是來源於政府貨幣供給在貸款危機來臨時刺激供給不足所導致的，正是當時的保守派總統柯立芝讓美聯儲干預的不夠導致了這次大危機。
在許多情況下，國家會介入市場。
- 民生物資的價格管制。
- 牽涉到國家安全。[7][8]
- 市場通常會面臨週期性的衰退或者低端產品產能過剩，不同國家會使用不同的政策來因應，例如中國將政府的介入稱為宏观调控。
- 在發生大規模疫情的時候提供援助補貼或者限制物品的流通。[9]

## 市場自由
弗里德里克·哈耶克和米爾頓·佛利民認為經濟自由在公民和政治自由的創立和維持上是不可或缺的。他們相信這種經濟自由只有可能在以市場為主的經濟裡才有可能達成，尤其是在自由市場經濟裡。他們相信足夠的經濟自由可以透過市場的價格和財產權利機制來實現。他們認為一個社會若擁有更多的經濟自由，也代表擁有更多的公民和政治自由。
佛利民說：
 經濟自由是政治自由所不可或缺的。藉由授與人們與他人合作的權利，和免受強迫或中央引導的力量，個人的政治權利行使將不會遭受減弱。
加拿大傾向自由市場“保守派”的弗雷澤研究所、美國傾向自由市場“保守派”的美国传统基金会、以及华尔街日报也指出，在經濟自由、政治自由和個人自由之間的確有著如哈耶克所言的連結存在。他們同意哈耶克的說法，限制經濟自由的國家最後必然會開始限制公民和政治的自由。儘管兩者有緊密聯繫，但兩者並沒有必然的關係，可見烏拉圭的經濟自由不是很高，但是政治自由卻是世界領先，而香港和新加坡經濟自由在世界數一數二，政治自由卻令人不敢恭維。

## 市场经济地位
市场经济地位（Market Economy Status，簡稱MES）是一个经济学上的名词，它表示一个国家的市场经济的状况。按照一個國家市場經濟在全國經濟中的重要性，以及國家政府對於經濟的干預程度，一般可區分為完全市場經濟國家和非市場經濟國家。此外，市场经济地位是反倾销调查确定倾销幅度时使用的一个重要概念。

### 条件
1. 政府不能控制土地
2. 政府不能控制工业总产值
3. 政府不能控制劳动力和劳动力的价格和薪酬
4. 政府不能控制一整套领域

## 從計劃經濟轉為市場經濟
中国：鄧小平操刀的改革開放。
苏联：經濟改革。
越南：革新開放。
南斯拉夫：铁托的市场社会主义。

## 市場經濟的批評
有人認為：如果某種資源是有限的，而浪費行為產生，那麼資源就會被消耗殆盡，在一個自由市場經濟裡並沒有機制能夠確保有限的資源被最正確地使用。事實上，在市場經濟中，如果資源發生短缺，就會導致其價格上漲，價格上漲就會抑制人們的消費和浪費，從而減少浪費行為。
不過，自由市場經濟可能可以自行建立起一套更具機能的市場，以保證對於生命的需求 —— 如清淨的空氣、水、肥沃的土地、和更穩定的氣候能夠永續存在。這種機能可以藉由更精密的市場工具所產生。同時，對於自由市場經濟一直存在的一個邏輯謬誤是：目前的市場經濟便代表人類生產潛力的規模。但實際上自由市場經濟的進步是持續進行的。但要實現真正的市場經濟還有一個關鍵的要素：即政府積極用公權力消除干預、禁止貿易的壟斷托拉斯。

## 深入閱讀
- 經濟自由度指數，傳統基金會和華爾街日報發布
- De Soto, Hernando. The Mystery of Capital: Why Capitalism Triumphs in the West and Fails Everywhere else, Basic Books, 2000.
- 世界經濟自由報告，弗雷澤研究所
- 米爾頓·佛利民. Capitalism and Freedom, University of Chicago Press, 1962.
- 米爾頓·佛利民 and Rose Friedman. Free to Choose: A Personal Statement, Harcort Brace Janovich, 1980.
- 弗里德里克·哈耶克, The Road to Serfdom（《通往奴役之路》）, University of Chicago Press, 1944.
- 弗里德里克·哈耶克 The Constitution of Liberty, University of Chicago Press, 1960.
- Lindsey, Brink. Against the Dead Hand: The Uncertain Struggle for Global Capitalism, Wiley, 2001.
- Przeworski, Adam. Democracy and the Market (New York: Cambridge University Press, 1991.
- Reed, Robert, Max Schanzenbach, "Prices and Information: A Simple Framework for Understanding Economics"
- Schumpeter, Joseph. Capitalism, Socialism and Democracy. Harper Perennial, 1962.
- 亞當·斯密. An Inquiry into the Nature and Causes of the Wealth of Nations, 1776.
- Yergin, Daniel, and Joseph Stanislaw. The Commanding Heights: the Battle for the World Economy, Simon and Schuster, 1998